# Facture énergétique
 (juin 2017).
Si vous disposez d'ouvrages ou d'articles de référence ou si vous connaissez des sites web de qualité traitant du thème abordé ici, merci de compléter l'article en donnant les références utiles à sa vérifiabilité et en les liant à la section « Notes et références ».
La facture énergétique peut correspondre à plusieurs notions : 
- la facture énergétique des ménages correspond à la dépense en euros pour l'ensemble de l'énergie consommée par un ménage

- la facture énergétique de la France correspond au « solde  du  commerce  extérieur  en  valeur  des  produits  énergétiques :  combustibles  minéraux solides (charbon et produits solides issus de sa transformation), produits pétroliers (pétrole brut et produits raffinés), gaz naturel et électricité. Elle ne prend donc pas en compte l'uranium, qui est considéré dans les nomenclatures internationales comme un minerai et non comme un combustible (il doit en effet être enrichi avant d'être utilisé dans les centrales nucléaires) »[1].

- La facture énergétique territoriale correspond au « solde annuel des achats d’énergie finale consommée sur le territoire dans les secteurs résidentiel, tertiaire, transports, industrie et agriculture moins les ventes d’énergies renouvelables produites sur le territoire »[réf. nécessaire].

Cette notion a été développée dans le cadre des « territoires à énergie positive » (TEPOS), et notamment au SIPHEM autour de La Réole. Le CLER (Comité de liaison énergies renouvelables) a introduit pour la première fois le concept de TEPOS dans le paysage énergétique français lors de la conférence plénière de son assemblée générale, en mai 2010 à Lyon. Le réseau des TEPOS a été mis en place en juin 2011 et il est animé par le CLER. Une présentation sur le calcul de facture énergétique territoriale a été faite aux Rencontres Nationales Energies et Territoires Ruraux 2014, du 24 au 26 septembre à Mimizan en septembre 2014.

## Définitions et périmètres
Plusieurs exercices ont été menés au sein du réseau TEPOS pour calculer monétairement ce que représente l'énergie à l'échelle d'un territoire. On distingue des calculs qui ne monétarisent que la consommation d'énergie du territoire (« dépense énergétique territoriale »), des calculs qui monétarisent l'ensemble des productions et consommations d'énergie du territoire (« balance énergétique territoriale ») et des calculs qui monétarisent l'ensemble des productions renouvelables et des consommations d'énergie (« facture énergétique territoriale »)[réf. nécessaire].
La facture énergétique territoriale comprend un volet de calcul des consommations d'énergie et production d'énergie renouvelable et un volet de conversion en unité monétaire de ces consommations d'énergies. 
Le calcul des consommations d'énergie et production d'énergies renouvelables n'est aujourd'hui pas possible sur la base de factures réelles et repose grandement sur des modélisations ou des estimations à partir de statistiques de sources diversifiées (données descendantes et remontantes) et qui peuvent varier d'un territoire à l'autre (notamment pour la consommation de bois énergie)[réf. nécessaire].
Pour les prix d'énergie consommée, on peut se référer aux statistiques du ministère de l'Environnement, et pour les prix d'énergie produite, on peut se référer aux tarifs d'achats des énergies renouvelables ou utiliser des prix moyens qui ne prennent pas en compte les subventions aux renouvelables.
La notion de facture énergétique territoriale n'est à ce jour pas stabilisée en termes de périmètre pris en compte : des territoires comme l'Île-de-France parlent de facture énergétique pour ce que d'autres appellent la balance énergétique territoriale (cf. définitions ci-dessus).

## Ordre de grandeur chiffré
L'ordre de grandeur de la facture énergétique territoriale dépend fortement de la production d'énergie renouvelable sur le périmètre du territoire considéré. 
La dépense énergétique territoriale (le volet « consommation » de la facture énergétique territoriale) varie selon les sources de données considérées et les territoires considérés. Une bibliographie sur la dépense énergétique moyenne des ménages nous donne les éléments suivants :
- Source INSEE[5]: 2300€ en 2006 en moyenne par ménage et par an pour les dépenses d’énergie du logement (électricité, gaz, butane-propane, combustibles liquides (fioul, mazout, pétrole) et combustibles solides (bois, charbon, coke) et les dépenses de transport individuel. Cette source est fondée sur l’exploitation de l’enquête « budget des familles », les dépenses de mobilité ne concernent que les dépenses carburant.
- Source MEDDE[6] : 3218€ en 2013 et 2980€ en 2014 en moyenne par ménage et par an pour les dépenses d’énergie (pour les consommations d’électricité, de gaz, de combustibles et de carburants). Cette source est fondée sur l’exploitation des comptes nationaux et des comptes du logement.
- Source Iddri (étude de Lucas Chancel)[7] : la consommation d'énergie journalière moyenne d’un ménage français est de 40 kWh pour les transports, 39 kWh pour le chauffage et l’eau chaude sanitaire, 7,6 kWh pour l’électricité spécifique. Soit après conversion[8] 3 774 € en moyenne par ménage et par an en 2013.
- Source Reru[9] : 4 831 € en moyenne par an et par pour les transports, dont 90 % (4 348 €/an/ménage,) pour le poste « véhicule personnel ». Calculs à partir de l’enquête budget des familles. Ce coût inclut les dépenses de carburant mais également l’amortissement du véhicule (entretien, réparations, usure) ainsi que l’assurance.

## Analyse
Le calcul de facture énergétique territoriale correspond à un flux monétaire annuel de dépenses et achats de « fonctionnement » de l'énergie consommée moins l'énergie renouvelable produite sur le territoire. Le calcul de ce flux peut permettre des analyses sur les dépenses d'investissement du territoire relatif à l'énergie : 
- la différence entre la dépense énergétique territoriale et la facture énergétique territoriale donne une information économique sur le degré d'indépendance énergétique du territoire considéré ;
- l'estimation du nombre d'emplois induit à partir du volet « production d'énergie renouvelable » permet d'avoir un indicateur sur les possibles effets territoriaux en termes de développement local endogène. La participation des habitants ou des collectivités au capital des sociétés de production d'énergie renouvelable permet également d'estimer des effets de développement local endogène ;
- la comparaison du volet « production d'énergie renouvelable » avec la base productive du territoire permet d'estimer le poids des filières d'énergie renouvelable sur le territoire considéré ;
- la comparaison du flux que représente la facture énergétique territoriale notamment avec les investissements dans des infrastructures d'énergie (unité de production d'énergie renouvelables, réseau…) peut permettre d'estimer des temps de retour sur investissement.
- L'aménagement du territoire et notamment la densité urbaine et l'étalement urbain influent respectivement positivement et négativement sur la facture énergétique, ainsi en France selon l'INSEE « La facture énergétique des ménages serait 10 % plus faible sans l’étalement urbain des 20 dernières années »[10].

## Fiscalité
La fiscalité est à considérer dans les prix utilisés pour le calcul de la facture énergétique territoriale. On peut utiliser des prix TTC pour la plupart des secteurs et des filières de production. 